# Spodouste
Spodouste, blaszkoskrzelne (Elasmobranchii, z gr. elasma – blaszka, branchia – skrzela) – podgromada drapieżnych ryb chrzęstnoszkieletowych (Chondrichthyes), obejmująca około 950 gatunków, w większości morskich.

## Cechy charakterystyczne
Otwór gębowy i nozdrza umiejscowione w spodniej części głowy. Od 5–7 par szczelin skrzelowych. Brak wieczka skrzelowego. Szczeliny skrzelowe otwierają się każda z osobna. Pierwsza szczelina skrzelowa może tworzyć tryskawkę lub zarasta. U większości gatunków występują ostre zęby ułożone w szeregi. Skórę większości gatunków pokrywają drobne łuski plakoidalne lub ząbki skórne, które budową zbliżone są do budowy zębów. Nie nachodzą one na siebie, jak u ryb kostnoszkieletowych. Ich zewnętrzna warstwa jest homologiczna do szkliwa zębów. Płetwa lub płetwy grzbietowe oraz zawarte w nich kolce (jeśli występują) są sztywne i nieruchome. W tkankach spodoustych utrzymywane jest wysokie stężenie mocznika, który także jest wydalanym metabolitem białek. Ryby te mają stek.
Samce mają zmodyfikowaną płetwę brzuszną (pterygopodium), w celu wprowadzania plemników do dróg rodnych samicy. Spodouste są przeważnie jajorodne. Prowadzą drapieżniczy tryb życia, kierując się węchem i wzrokiem.
Spodouste dzielą się na dwie zasadnicze grupy różniące się kształtem ciała. Do pierwszej grupy zaliczane są rekiny – ryby o kształcie wrzecionowatym, typowym dla znakomitych pływaków. Drugą grupę tworzą płaszczki – ryby o ciele silnie spłaszczonym grzbietobrzusznie. Są to ryby pływające stosunkowo wolno, prowadzące przydenny tryb życia.
| | |
| Kształt ciała rekina (wrzecionowate ciało, szczeliny skrzelowe po bokach, płetwy piersiowe nie sięgają głowy) | Kształt ciała płaszczki (ciało spłaszczone grzbietobrzusznie, szczeliny skrzelowe po stronie brzusznej, płetwy piersiowe zachodzą na boki głowy) |

## Klasyfikacja

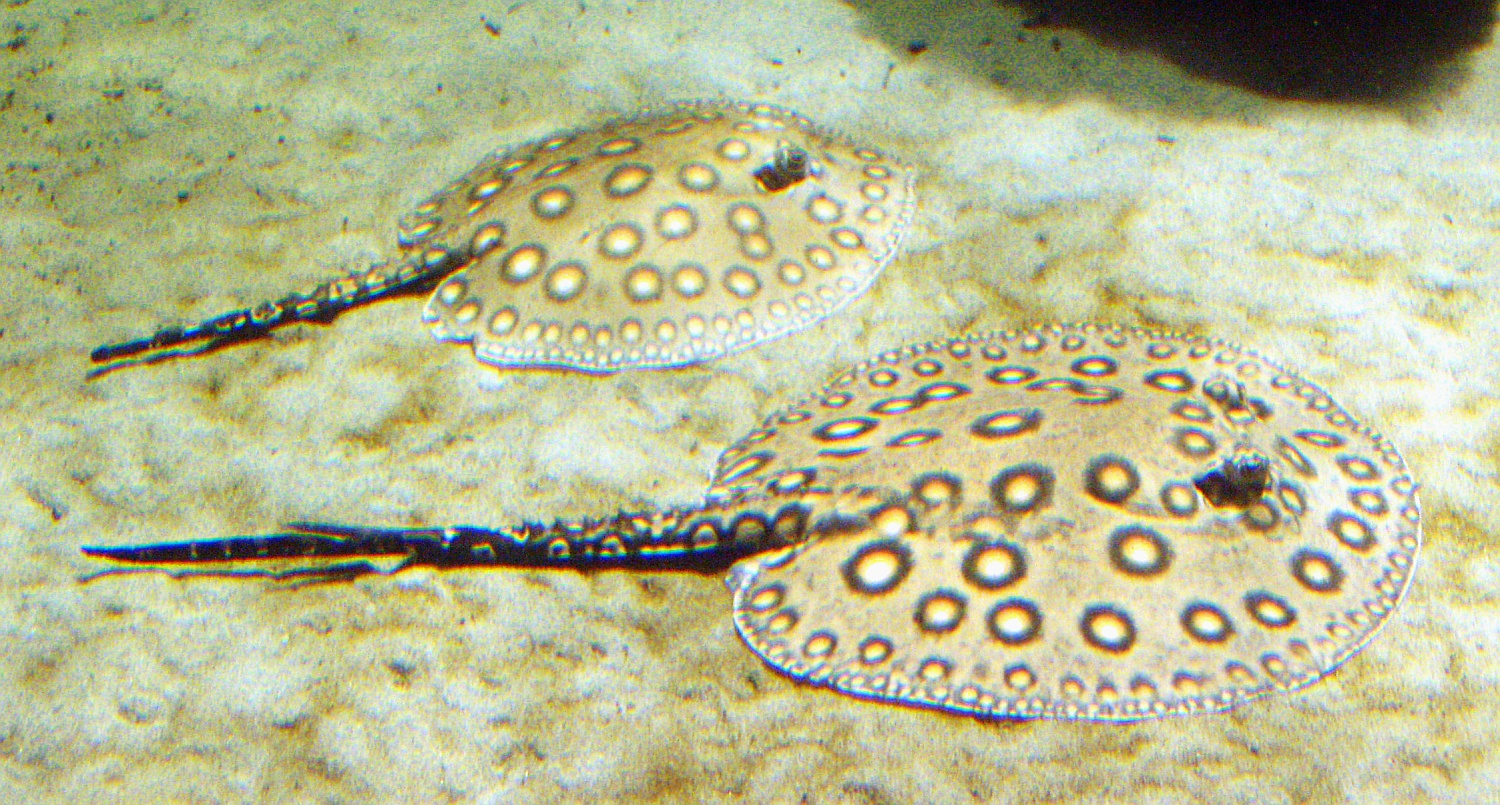
Potamotrygon motoro

We wcześniejszych klasyfikacjach podgromada była dzielona na:
- wymarłe prażarłacze
- płaszczkokształtne
- rekinokształtne

Współczesne klasyfikacje obejmują więcej taksonów wymarłych. Joseph S. Nelson wyróżnił w obrębie spodoustych kilka słabo poznanych taksonów o niepewnej pozycji (†Plesioselachus, †Squatinactiformes i †Protacrodontiformes) oraz 3 infragromady:
- wymarłe Cladoselachimorpha
- wymarłe Xenacanthimorpha
- Euselachii – współczesne rekiny i płaszczki oraz spokrewnione z nimi taksony kopalne:
  - wymarłe Ctenacanthiformes
  - wymarłe Hybodontiformes
  - Neoselachii – „nowożarłacze, nowoczesne spodouste”[5]

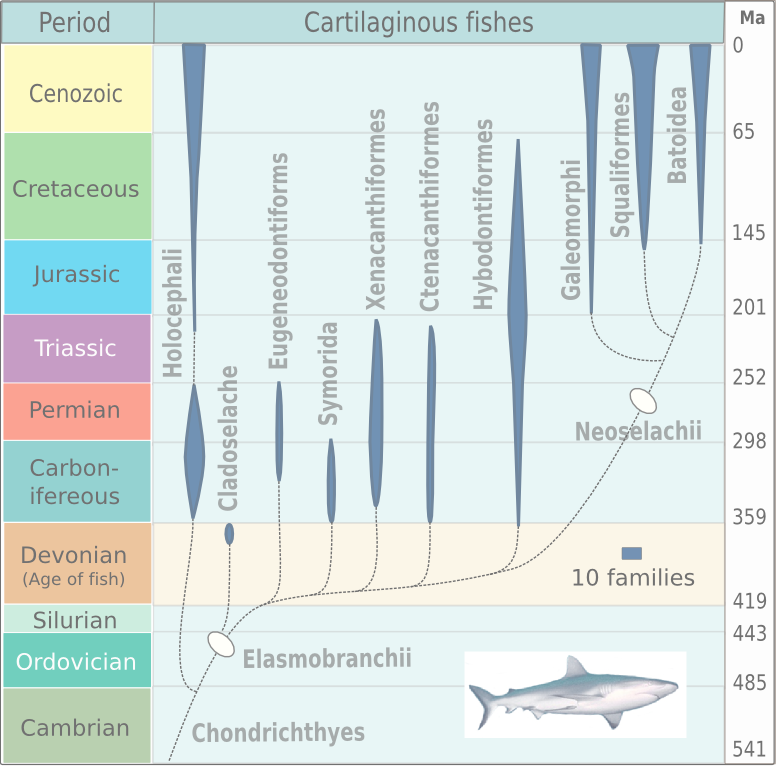
Filogeneza chrzęstnoszkieletowych według M.J. Bentona (2005) Vertebrate Palaeontology

Współcześnie żyjące Euselachii grupowane są w taksonie Neoselachii, obejmującym rekiny i płaszczki:
Neoselachii:
- Selachii – bokoszpare[6]
  - Galeomorphi
    - Heterodontiformes – rogatkokształtne
    - Orectolobiformes – dywanokształtne
    - Lamniformes – lamnokształtne
    - Carcharhiniformes – żarłaczokształtne

  - Squalomorphi
    - Hexanchiformes – sześcioszparokształtne
    - Echinorhiniformes
    - Squaliformes – koleniokształtne
    - Squatiniformes – raszplokształtne
    - Pristiophoriformes – piłonosokształtne
- Batoidea (płaszczki s.l.)
  -     - Torpediniformes – drętwokształtne
    - Pristiformes – piłokształtne
    - Rajiformes – rajokształtne
    - Myliobatiformes – orleniokształtne

L. Compagno wyróżniał jeszcze rząd Rhiniformes.

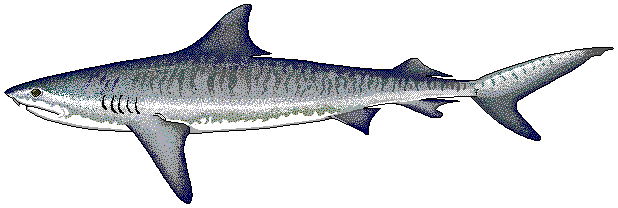
Żarłacz tygrysi (Galeocerdo cuvier)